# Suka Jaya (Gelumbang)
Suka Jaya is een bestuurslaag in het regentschap Muara Enim van de provincie Zuid-Sumatra, Indonesië. Suka Jaya telt 929 inwoners (volkstelling 2010).